# 新谷弘實
新谷弘實（1935年3月6日—2021年12月9日），是日本的外科醫師。他發明了透過结肠镜用電燒方式切除息肉的方式，取代了以往的開腹手術。
新谷弘實也有提出其健康假說，強調飲食和健康的關係，著有《不生病的生活法：神奇酵素決定人的壽命》（病気にならない生き方-ミラクル・エンザイムが寿命を決める，又譯：不生病的活法）等書。此書在日本大為暢銷，其觀點也受到廣泛的討論。
《不生病的生活法：神奇酵素決定人的壽命》認為多喝牛奶容易骨質疏鬆症，造成許多人不喝牛奶，受到批評。而其「神奇酵素」的說法也被認為缺乏實際的科學證據支持。

## 主要著作
- 《不生病的生活法：神奇酵素決定人的壽命》（病気にならない生き方-ミラクル・エンザイムが寿命を決める，又譯：不生病的活法）
- 《不生病的生活法（2）：實踐篇》（病気にならない生き方2(実践編)，又譯：不生病的活法2）

## 外部連結
- 新谷弘實的網站 （页面存档备份，存于）